# Župnija Šempas

Župnija Šempas je rimskokatoliška teritorialna župnija dekanije Nova Gorica v škofiji Koper.

## Sakralni objekti
- - župnijska cerkev
- - podružnica
- - podružnica